# Filippo Fortin
Filippo Fortin (Venècia, 1 de febrer de 1989) és un ciclista italià, professional des del 2011. Actualment corre a l'equip Maloja Pushbikers. Abans de passar al professionalisme també va competir com a pistard.

## Palmarès en ruta
- 2011
  - Vencedor d'una etapa a la Volta a Xile
- 2015
  - Vencedor d'una etapa a la Volta a Eslovàquia
- 2016
  - 1r al Gran Premi Adria Mobil
  - 1r al Belgrad-Banja Luka II
  - Vencedor de 2 etapes a la Volta a Sèrbia
- 2017
  - 1r al Gran Premi d'Izola
  - 1r al Tour de Berna
  - Vencedor d'una etapa al CCC Tour-Grody Piastowskie
  - Vencedor d'una etapa a la Fletxa del sud
  - Vencedor d'una etapa a la Volta a l'Alta Àustria
- 2018
  - 1r al Gran Premi Adria Mobil
  - Vencedor d'una etapa al Roine-Alps Isera Tour
  - Vencedor d'una etapa a la Fletxa del sud
  - Vencedor d'una etapa de la Szlakiem walk Major Hubal
  - Vencedor d'una etapa a la Volta a l'Alta Àustria
  - Vencedor d'una etapa al Czech Cycling Tour
- 2021
  - Vencedor d'una etapa a l'Istrian Spring Trophy
- 2022
  - Vencedor d'una etapa a la Belgrad-Banja Luka
- 2023
  - 1r a l'In the footsteps of the Romans i vencedor de 2 etapes
  - Vencedor d'una etapa a la Belgrad-Banja Luka
  - Vencedor d'una etapa a la Volta a Estònia
  - Vencedor d'una etapa a la Volta a Bulgària

## Palmarès en pista
- 2011
  -  Campió d'Itàlia de persecució per equips (amb Omar Bertazzo, Alessandro De Marchi i Giairo Ermeti)